# Eli Heckscher
Eli Filip Heckscher, född 24 november 1879 i Stockholm, död 23 december 1952 i Stockholm, var en svensk nationalekonom och ekonomisk historiker. Förutom att han brukar kallas den svenska ekonomiska historiens fader är han känd för Heckscher-Ohlin-teoremet, som han utarbetade tillsammans med Bertil Ohlin.
Heckscher föddes i en judisk familj, inflyttad från Danmark 1875, och var son till generalkonsul Isidor Heckscher och Rosa Meyer, bror till Ella Heckscher, far till Gunnar Heckscher samt farfar till Einar, Sten, Eva och Ivar Heckscher.

## Karriär och påverkan
Heckscher skrevs in vid Uppsala universitet 1897, där han blev filosofie licentiat 1904 och filosofie doktor 1907. Samma år blev han docent i politisk ekonomi vid Stockholms högskola. Han var professor i nationalekonomi med statistik vid Handelshögskolan i Stockholm 1909–1929, samt i ekonomisk historia 1929–1945. Heckscher fick i slutet av 1940-talet ekonomisk historia erkänt som särskilt läroämne och som fristående vetenskaplig disciplin vid de svenska universiteten.
Ekonomisk-historiska institutet (från 2006 The Institute for Economic and Business History Research, EHFF) grundades 1929 som ett gemensamt forskningsinstitut av Handelshögskolan i Stockholm och Stockholms högskola (föregångare till Stockholms universitet) på initiativ av Eli Heckscher, som samma år utnämndes till professor i ekonomisk historia vid Handelshögskolan i Stockholm. Eli Heckscher var den drivande kraften bakom forskningsinstitutet till sin död 1952. Avsikten var att bedriva forskning om enskilda företags historia genom ett tvärvetenskapligt tillvägagångssätt som kombinerade ekonomisk historia, nationalekonomi och företagshistoria.

## Utbildning och författarskap
Heckschers vetenskapliga utbildning faller lika mycket på den historiska som på den nationalekonomiska vetenskapens område, och hans vetenskapliga författarskap rör sig alldeles övervägande inom den ekonomiska historien, där han i betydande grad verkat banbrytande, inte minst i samarbete med Bertil Ohlin. Hans första arbete av denna art, gradualavhandlingen Till belysning av järnvägarnas betydelse för Sveriges ekonomiska utveckling (ursprungligen i jubileumsskriften "Statens järnvägar 1856–1906", separat i utvidgad form 1907), gav på grund av ämnets karaktär mindre betydande resultat, men hans nästa arbete, Produktplakatet och dess förutsättningar (ursprungligen i "Historiska studier tillägnade Harald Hjärne", 1908, omtryckt i utvidgad form i "Ekonomi och historia"), är att betrakta som den första på fullt moderna principer vilande avhandlingen i ekonomisk historia i Sverige. Det sålunda givna uppslaget har Heckscher senare fullföljt dels genom det betydande arbetet Kontinentalsystemet (1918; även utgivet på engelska, 1923 belönat med Kungliga Vetenskapsakademiens Arnbergska pris), dels genom essaysamlingen Ekonomi och historia (1922). I denna är särskilt det programmatiska inledningskapitlet av vikt; Heckscher utför där närmare principen om nödvändigheten att tillämpa den teoretiska nationalekonomins resultat och allmänna betraktelsesätt på historiens ekonomiska företeelser.
I sitt rent nationalekonomiska skriftställarskap visade sig Heckscher i början starkt påverkad av den vid 1900-talets början rådande reaktionen mot den klassiska nationalekonomiens metoder. Med sin strängt vetenskapliga läggning frigjorde han sig emellertid snart från denna riktning; de första resultaten i hans produktion av detta omslag kom åren 1912–1913. Därefter blev Heckscher en av de främsta representanterna för den moderna svenska nationalekonomiska skolan med dess krav på en strängt logisk uppfattning och dess böjelse att tillämpa vetenskapliga synpunkter på praktiska problem. Det viktigaste uttrycket därför har Heckscher gett i arbetet Världskrigets ekonomi (1915). Av liknande art är även Svenska produktionsproblem (1918), där Heckscher samlat en del instruktiva studier, huvudsakligen berörande Sveriges näringsliv. I inledningskapitlet, "Produktionsproblemet", ger Heckscher ett sammanfattande uttryck åt en ekonomisk samhällsuppfattning, som står den klassiska nationalekonomins mycket nära. Denna uppfattning har han närmare utvecklat i skriften Gammal och ny ekonomisk liberalism (1921), som utgör ett på sitt sätt banbrytande försök att förena den gamla ekonomiska liberalismen med en senare tids erfarenheter på samhällsorganisationens område. I sin framträdande journalistiska verksamhet (i Svensk tidskrift, Stockholms Dagblad och senare Dagens Nyheter) har Heckscher ytterligare utvecklat dessa synpunkter, liksom han med stor iver deltagit i diskussionen om de aktuella penningpolitiska problemen. I ett antal strängt fackvetenskapliga artiklar, huvudsakligen i Ekonomisk tidskrift, har han dessutom lämnat viktiga bidrag till utvecklingen av olika nationalekonomiska teorier.
1935, 1936 och 1949 utgav Heckscher i fyra band Sveriges ekonomiska historia sedan Gustav Vasa. 1941 utgavs Svenskt arbete och liv som enligt undertiteln skulle sträcka sig från medeltiden till nutiden. I förordet skrev Eli F. Heckscher att denna bok honom veterligen utgjorde det första försöket till översikt av Sveriges ekonomiska utveckling som helhet

## Politik
Även inom den politiska opinionsbildningen i Sverige gjorde Heckscher en betydande insats. Under sin vistelse i Uppsala anslöt sig Heckscher till den av Harald Hjärnes idéer starkt påverkade riktningen inom högern vid universitetet, och 1911 uppsatte han tillsammans med (sedermera professor) Gösta Bagge denna riktnings främsta organ, Svensk tidskrift. Senare anslöt sig Heckscher i viss mån, under påverkan av sin ovan skildrade vetenskapliga uppfattning, till den liberala politiken i ekonomiska frågor. I Stockholm kom han att ansluta sig till Sveriges Nationella Ungdomsförbund där han 1919 finns upptagen i medlemsföreteckningen.
Vid sidan av allt detta har Heckscher även fullföljt ett stort antal offentliga uppdrag; sitt mest betydande arbete i detta avseende torde han ha ägnat den på hans initiativ tillsatta krigsberedskapskommissionen (1915–1918; ordförande 1917). Han var 1906–1909 sekreterare i statistiska kommittén och blev 1921 ledamot av tull- och traktatkommittén.

## Utmärkelser och hedersuppdrag
Heckscher invaldes som ledamot av Kungliga Ingenjörsvetenskapsakademien 1919, av Kungliga Samfundet för utgivande av handskrifter rörande Skandinaviens historia 1919, av Kungliga Vetenskaps- och Vitterhetssamhället i Göteborg 1925 och av Kungliga Vetenskapsakademien 1932, Vetenskapsakademiens guldmedalj 1933. Hedersledamot av Vetenskapssocieteten i Lund (HedLVSL).
Heckscher utsågs till hedersdoktor i statsvetenskap vid Københavns universitet 1929 och invaldes som utländsk ledamot av danska Videnskabernes Selskab 1933.

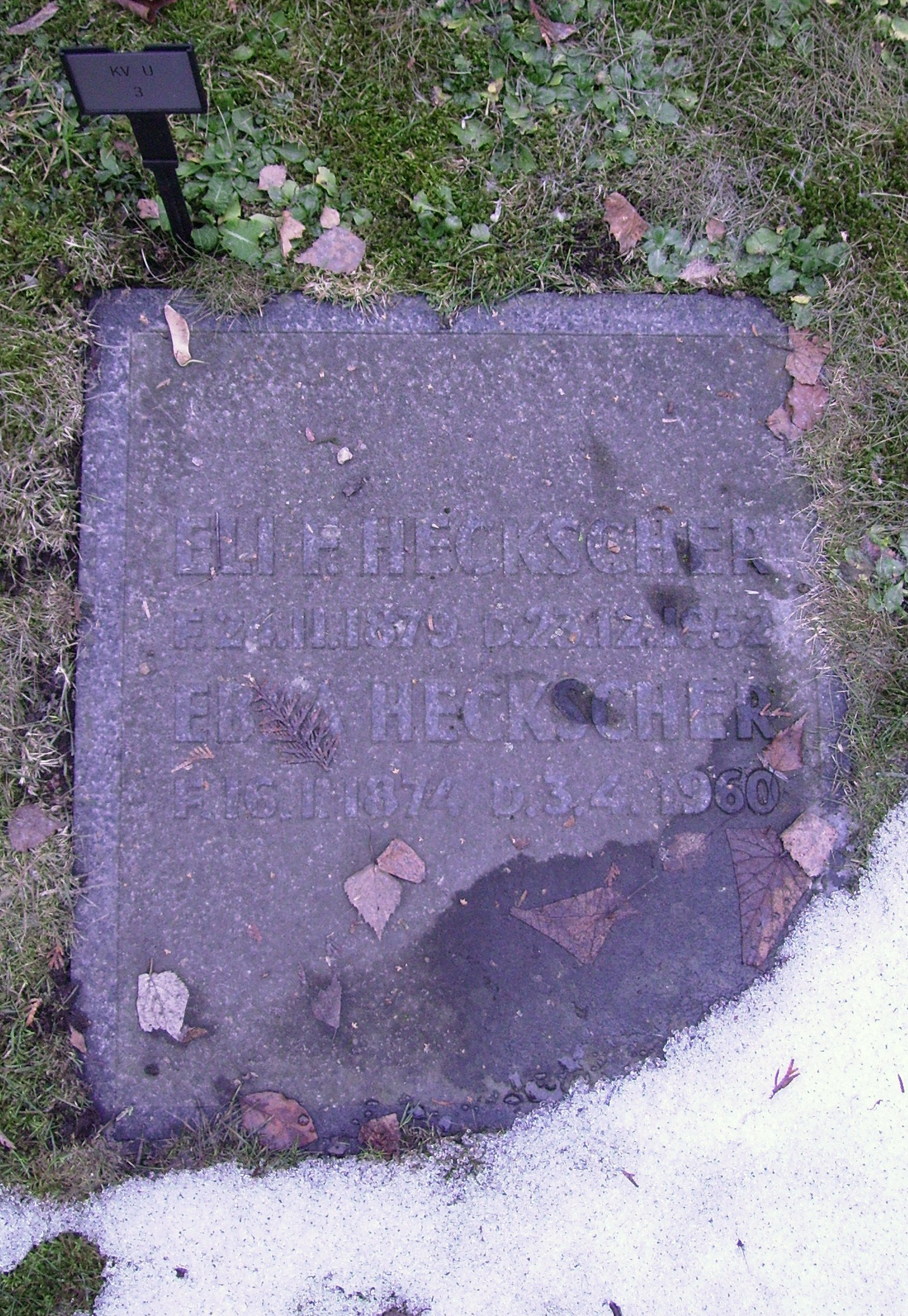
Eli F. Heckschers gravvård på Judiska norra begravningsplatsen i Solna.